# Subdominante
Subdominante, auch Unterdominante, bezeichnet den Akkord auf der vierten Stufe einer Dur- oder Molltonleiter. Die Bezeichnung Subdominante (sous-dominante) wurde von Jean-Philippe Rameau eingeführt und bedeutet nach heutigem Verständnis, dass sie im Gegensatz zur (Ober-)Dominante, die sich eine Quinte über der Tonika befindet, eine Quinte unter der Tonika liegt.
Beispiele:
- Der Dreiklang auf der vierten Stufe von C-Dur besteht aus den Akkordtönen f - a - c. Die Subdominante von C-Dur ist somit der F-Dur-Dreiklang.
- Der Dreiklang auf der vierten Stufe von d-Moll besteht aus den Akkordtönen g - b - d. Die Subdominante von d-Moll ist somit der g-Moll-Dreiklang.

In ihrer klanglichen Wirkung stellt die Subdominante (Funktionssymbol: S, in Moll: s) ein Gegengewicht zur Dominante (D) dar und wird oft als Ruhepol empfunden. In ihrer Zielrichtung ist sie im Vergleich zur Dominante, die zur Tonika (T/t) zurückstrebt, wesentlich offener. Sie wird häufig als Ausgang für anstehende Modulationen verwendet. Gegenüber T und D hebt sie sich (insbesondere in der Moll-Variante) durch ihren vergleichsweise farbigen Klangcharakter ab.
Die Subdominante ist Bestandteil der gängigen Kadenz T - S - D - T.
| Kadenz T - S - D - T Hier: T=Tonika mit den Tönen f, a und c S=Subdominante mit den Tönen b, d und f D=Dominante mit den Tönen c, e und g |
| Kadenz in allen drei Lagen |
| |

Selten erscheint auch die Kadenzfolge 
|T - D - S - T 
|-
Diese ungewöhnliche, fast mittelalterlich anmutende Harmoniefolge realisierte selbst Beethoven nur ein einziges Mal: Nämlich in dem zweiten Satz seiner Mondscheinsonate.
|-
Der Plagalschluss als Akkordfortschreitung Subdominante - Tonika wirkt weniger zwingend als der authentische Schluss Dominante - Tonika. Hier fällt der Grundton der Subdominante in die Terz der Tonika, die Terz der Subdominante sinkt einen Ganzton in die Quinte der Tonika, und die Quinte der Subdominante bleibt als Grundton der Tonika liegen.
Die Wirkung der Subdominante lässt sich durch das Hinzufügen der großen Sexte verstärken (in C-Dur ein dem F-Dur-Dreiklang hinzugefügtes d, in c-Moll entsprechend f-as-c-d).
|  | Beispiel eines Mollsubdominantenakkords mit Sixte ajoutée: Dem Subdominantenakkord F-As-C wird noch die Sexte D beigefügt. Dann kommt der Dominantakkord G-H-D und die Tonika C-Es-G. (Beachte: Das Intervall As-D ist ein Tritonus mit dem Frequenzverhältnis 45/32.) Schluss von „Wer nur den lieben Gott lässt walten“. Satz von Friedrich Silcher. transponiert nach c-moll. Siehe: Reine Stimmung Klangbeispiel |

Der so entstehende Subdominantquintsextakkord wurde bereits von Jean-Philippe Rameau beschrieben („l’accord de la sixte ajoutée“, S56 bzw. s56). Gebräuchlich ist auch die Kurzbezeichnung „Rameau-Akkord“. Im Barock (Bach-Choral) und in der Wiener Klassik war er charakteristisches Element einer abschließenden Kadenz. In der Romantik (z. B. Brahms, Tschaikowsky) wurde er in der Moll-Form gern plagalschlüssig als besonders reizvolle, emotionale Farbwirkung auch in Durtonarten eingesetzt (in C-dur also f-as-c-d).
Es gibt auch den subdominantischen Akkord mit Sexte statt Quinte, den man als subdominantischen Sextakkord bezeichnet (kurz: S6 bzw. s6, in C-dur f-a-d, in c-Moll f-as-d). Dieser Akkord besteht aus den gleichen Tönen wie der leitereigene Dreiklang der 2. Stufe.
Ein weiterer subdominantischer Akkord ist der neapolitanische Sextakkord (kurz: „Neapolitaner“, sn). Er ist – in Moll und Dur gleichermaßen – eine Variante der Moll-Subdominante, bei der aber die Quinte durch die tonleiterfremde kleine Sexte ersetzt wird (in C-Dur und c-Moll f-as-des). Da das Tonmaterial des Neapolitaners mit dem im Quintenzirkel weit entfernten Des-Dur-Akkord identisch ist, bietet er sich für Modulationen an.